# Karolina Bierowiec
Karolina Anna Bierowiec – polska lekarz weterynarii, doktor habilitowany nauk weterynaryjnych, profesor na Uniwersytecie Przyrodniczym we Wrocławiu.

## Kariera naukowa
W 2011 roku na Wydziale Medycyny Weterynaryjnej Uniwersytetu Przyrodniczy we Wrocławiu uzyskała tytuł lekarza weterynarii. W 2012 roku została zatrudniona na tymże wydziale, a w 2017 roku uzyskała na nim stopień doktora nauk weterynaryjnych na podstawie rozprawy pt. Epidemiologia Staphylococcus aureus u kotów na terenie Wrocławia, której promotorem był Krzysztof Rypuła. W 2024 roku ta sama uczelnia nadała jej stopień doktora habilitowanego nauk weterynaryjnych na podstawie pracy pt. Charakterystyka epidemiologiczna bakterii z rodzaju Staphylococcus izolowanych od kotów.